# Verwertchemie
Gesellschaft m.b.H. zur Verwertung chemischer Erzeugnisse, ung. Bolaget för återvinning av kemiska produkter, (vanl. Verwertchemie), var ett  dotterbolag till Dynamit AG (DAG), som fungerade som paraplyföretag för ett antal sprängämnestillverkare i Tyskland under nationalsocialismen. Det spelade en viktig roll under den beryktade upprustningen av Wehrmacht och det därmed förknippade hemliga statliga övertagandet av rustningsindustrin i Tyska riket (se Montanplanen).

## Historik
7 februari 1934 grundades företaget Gesellschaft m.b.H. zur Verwertung chemischer Erzeugnisse och fick sitt säte i Berlin. Dess förste chef blev Karl Pfeiffer, som var VD för Heydt Kontor G.m.b.H i Berlin, och diplomingenjör Ernst Wodicka, Berlin-Lichterfelde. Företaget fick ett aktiekapital om 100.000 reichsmark. 17 april 1935 övertogs Dynamit AG i  Troisdorf med Verwertchemie som enda aktieägare. Företagets säte flyttades i slutet av 1936 till Köln. 
Företagets ändamål var, enligt verksamhetsbeskrivningen, "Uppförande av kemisk-tekniska anläggningar samt produktion och handel med alla typer av kemiska produkter". I själva verket ansvarade Verwertchemie som helägt dotterbolag till DAG för driften av de sprängämnesfabriker som DAG uppfört på uppdrag av Oberkommandos des Heeres (OKH). Verwertchemie stod dock inte som ägare och byggare av fabrikerna, utan det var Geräte- und Apparate-Handelsgesellschaft mbH, ung. Maskin- och apparathandelsbolaget (Gerap), ett dotterbolag till det av Heereswaffenamt styrda Verwertungsgesellschaft für Montanindustrie GmbH (ung. Bolaget för Montanindustrierna GmbH). Dessa hyrde ut de olika fabrikerna till Verwertchemie, som i sin tur levererade de producerade sprängämnena och de fyllda patronhylsorna till OKH.
Ur DAG:s synvinkel och därmed även Verwertchemies, hade arrangemanget fördelen att de höga investeringskostnaderna för sprängämnesfabrikerna - orsakade dels av rent militära överväganden, dels av platsval, kamouflageåtgärder, anonymiserade och delvis armerade/bunkerplacerade byggnader - bars av staten, som också var deras enda kund.
Det (precis som DAG) av I.G. Farben kontrollerade WASAG grundade, tillsammans med DAG, företaget Deutsche Sprengchemie GmbH (DSC) som hade samma roll inom WASAG som Verwertchemie hade inom DAG och alltså drev ett antal sprängämnesfabriker. Ibland låg de båda företagens lokala fabriker i direkt närhet till varandra, till exempel i Aschau/Kraiburg och i Torgelow/Ueckermünde.
Verwertchemie drevs efter 1945 vidare i Västtyskland och tillverkade från 1957 sprängämnen för militär användning åt Bundeswehr. Mellan 1957 och 1978 låg företagets säte i Liebenau vid Nienburg/Weser och från 1978 i Troisdorf. År 1990 slogs man samman med ett annat dotterbolag inom Dynamit Nobel AG, Dynamit Nobel Explosivstoff- und Systemtechnik GmbH. De fabriker som hamnade i det som senare blev Östtyskland och i de tidigare tyska områdena öster om Oder–Neisse-linjen, lades ner och demonterades efter 1945. I västra Tyskland användes fabriksområdena mestadels för uppförande av nya bostäder för internflyktingar och för civila industriändamål (se Vertriebenenstadt).

## Företaget

### Platser, byggnader och arbetskraft

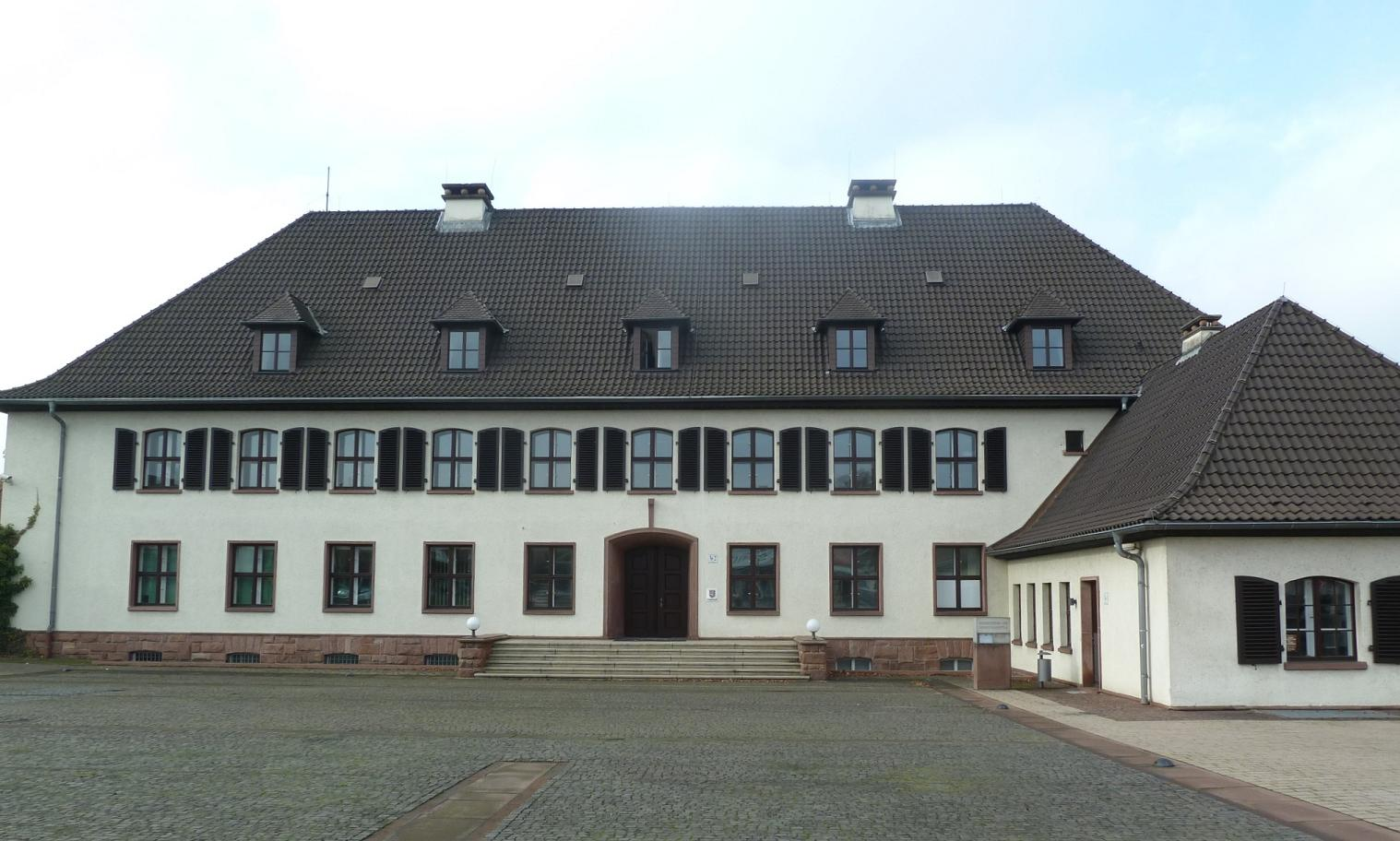
Det tidigare brukskontoret vid Verwertchemie i Stadtallendorf

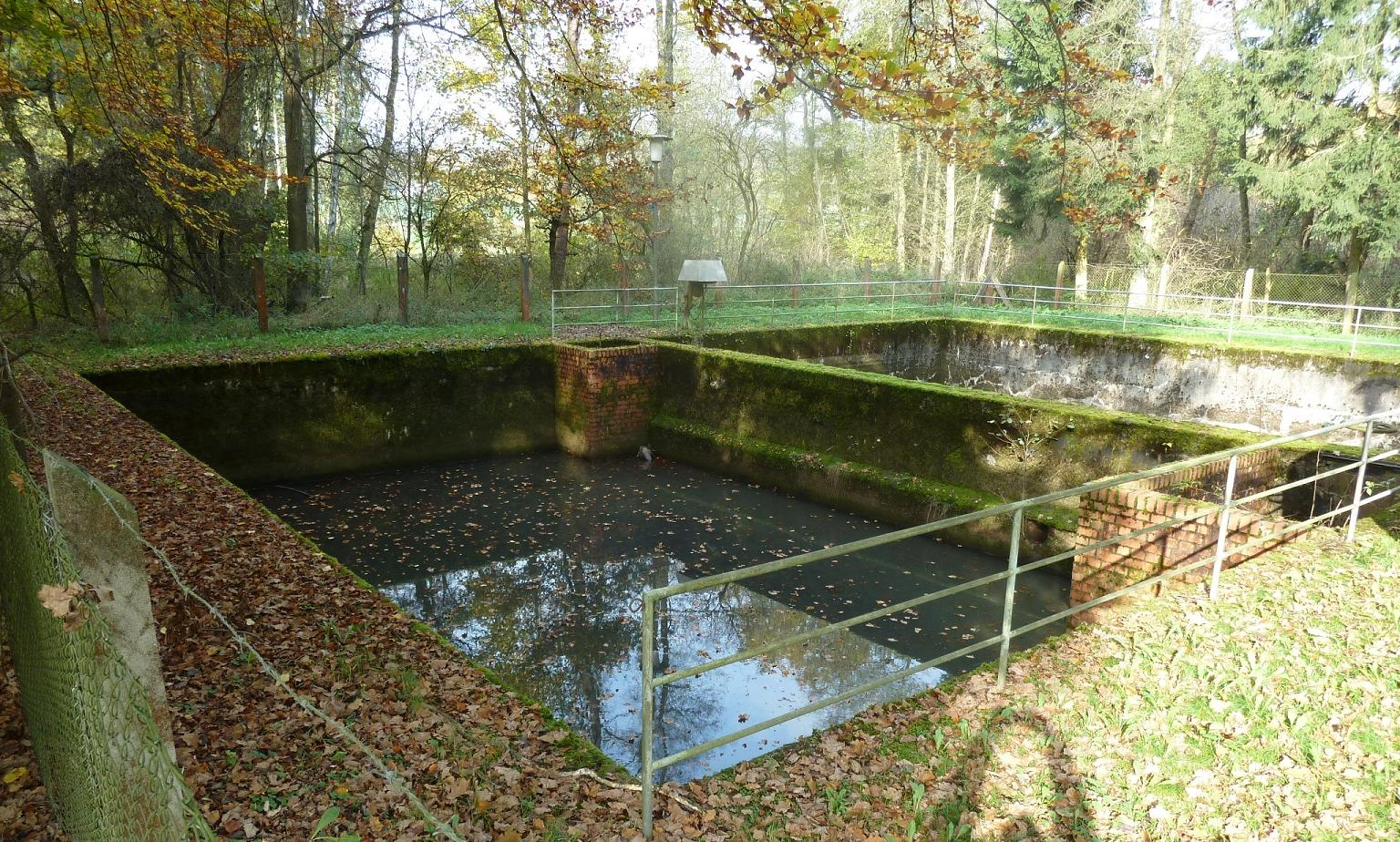
Vattenverket i Stadtallendorf

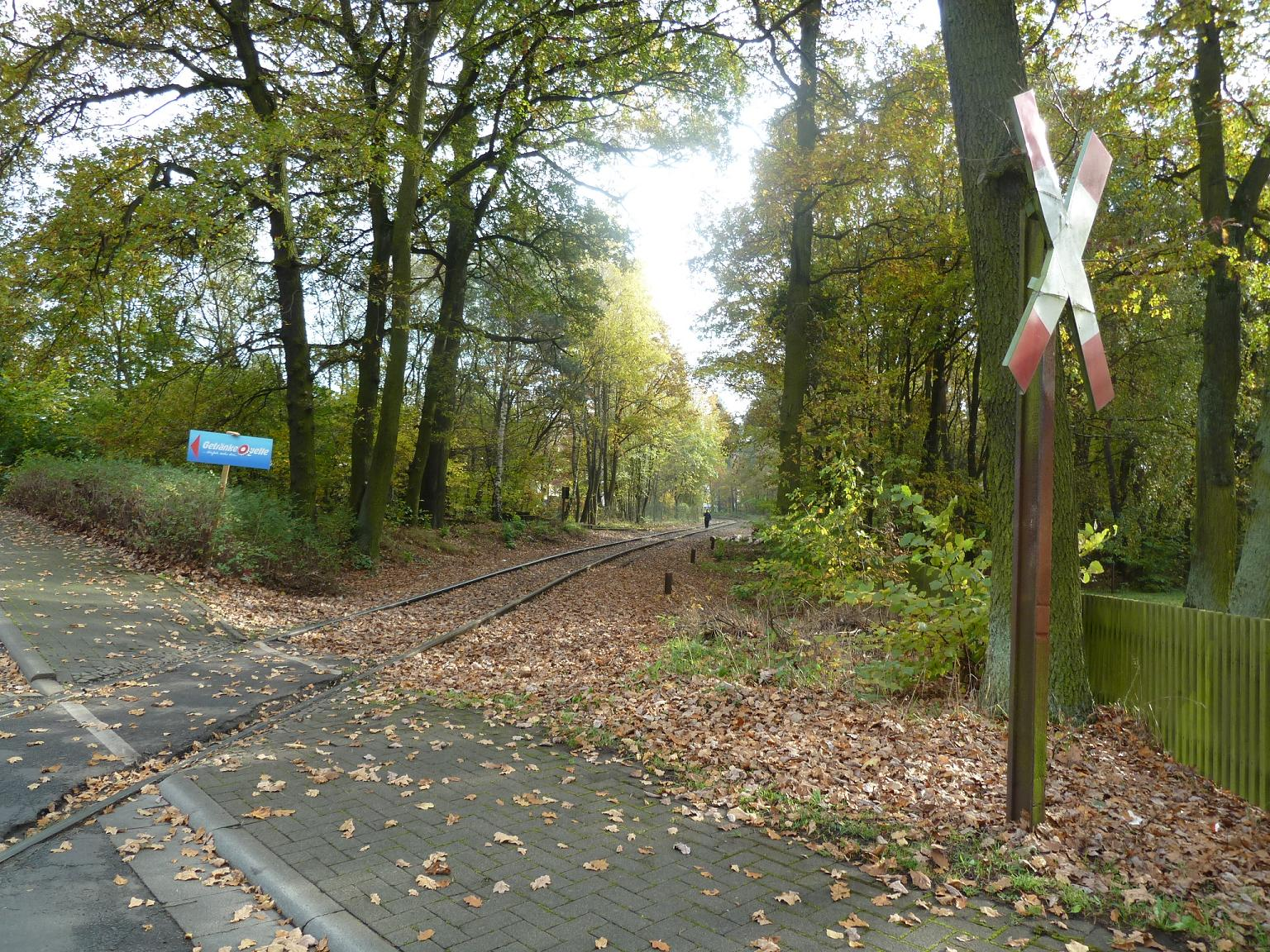
Industrispåret i Stadtallendorf, med anslutning till järnvägsnätet

Vid valet av plats och under uppförandet av fabrikerna som skulle drivas av Verwertchemie (och DSC) var de militärstrategiska kraven utslagsgivande. Man valde platser mellan floderna Oder och Rhein med huvuddelen i Mitteldeutschland. Av kamouflageskäl förlades fabrikerna i huvudsak på skogsmark och byggnaderna uppfördes till stor del som standardkonstruktioner. Dessa utgjordes av armerad betong, med väggkonstruktioner i ramverk och med tjocka tak, som sedan täcktes med jord och planteras över. Väggkonstruktionerna uppfördes med mursten av så kallad schwemmstein, ett material som liknade lättbetong, med syftet att dessa skulle ge med sig om en explosion inträffade och på så sätt skona betongpelarna i ramverket. Produktionsbyggnaderna omgavs också av jordvallar, som vid en explosion skulle förhindra att tryckvågen skadade intilliggande byggnader och därtill som skydd mot finkalibrig eld vid luftangrepp. Takkonstruktionerna dimensionerades för att klara anfall med brandbomber. Som skydd för personalen uppfördes skyddsrum, oftast i de omgivande jordvallarna.
I fabrikerna tillverkades sprängämnen som trotyl (TNT), pikrinsyra (TNP), pentyl (PETN), hexogen (HEX) och dinitrobensen (DNB) såväl som halvfabrikat och krut, bomullskrut (NC) och röksvagt krut. I de egna ammunitionsfabrikerna fylldes sedan patronhylsor, bomber och granater som tillverkats vid andra fabriker. Den färdiga ammunitionen skickades sedan vidare till de krigsmaktsägda ammunitionsanläggningarna och -lagren, så kallade Munitionsanstalterna. 
Sprängämnesfabrikerna hade egna vattenverk och var anslutna till järnvägsnätet. Avloppsvattnet släpptes vanligen ut i intilliggande vattendrag och orsakade omfattande föroreningar. Alla fabriker hade egna bostadsområden för arbetare och tjänstemän i anslutning till anläggningarna. I början kunde behovet av arbetskraft fyllas med anställda ur lokalbefolkningen, särskilt eftersom fabrikerna förlagts till bygder med brist på arbetstillfällen. Då behovet av ammunition under andra världskriget gradvis ökade, använde man sig också av tyska tjänstepliktiga, men även av utländsk tvångsarbetskraft och fångar från  koncentrationsläger. 31 december 1944 arbetade cirka 152 000 personer i sprängämnesfabrikerna, varav 77 000 tyskar (därav 29 000 så kallade Ostarbeiter, 42 000 övriga utlänningar och 3000 krigsfångar.

### Lista över anläggningar[7]
| Industri             | Täcknamn  | Plats (Nuvarande platsnamn) | Koordinater                                   | Produkter                          | Total mängd (ton) | Personalstyrka per 31 december 1944 |
| -------------------- | --------- | --------------------------- | --------------------------------------------- | ---------------------------------- | ----------------- | ----------------------------------- |
| Allendorf            | Barbara I | Stadtallendorf              | 50°48′47″N 8°59′24″Ö / 50.81306°N 8.99000°Ö   | Trotyl                             | 125131            | 4982                                |
| Aschau               | Fichte I  | Aschau am Inn               | 48°11′11″N 12°22′5″Ö / 48.18639°N 12.36806°Ö  | Bomullskrut                        | 42836             | 995                                 |
| Bobingen             | Fasan     | Bobingen                    | 48°15′47″N 10°58′40″Ö / 48.26306°N 10.97778°Ö | Hexogen                            | 6651              | 432                                 |
| Bromberg             | Torf      | Łęgnowo                     | 53°5′2″N 18°5′52″Ö / 53.08389°N 18.09778°Ö    | Krut, bomullskrut, dinitrobensen   | 29300             | 7766                                |
| Christianstadt       | Ulme      | Krzystkowice                | 51°49′21″N 15°12′3″Ö / 51.82250°N 15.20083°Ö  | Hexogen, bomullskrut               | 64480             | 5151                                |
| Clausthal-Zellerfeld | Tanne     | Clausthal-Zellerfeld        | 51°48′10″N 10°22′16″Ö / 51.80278°N 10.37111°Ö | Trotyl                             | 105357            | 2173                                |
| Döberitz             |           | Döberitz                    | 52°31′36″N 12°24′17″Ö / 52.52667°N 12.40472°Ö | Hexogen                            | 13304             | 438                                 |
| Dömitz               | Reuter    | Dömitz                      | 53°7′45″N 11°16′42″Ö / 53.12917°N 11.27833°Ö  | Trotyl, pikrinsyra                 | 88693             | 2094                                |
| Ebenhausen           |           | Ebenhausen-Werk             | 48°41′27″N 11°28′31″Ö / 48.69083°N 11.47528°Ö | Bomullskrut, röksvagt krut         | 25057             | 2170                                |
| Güsen                | Wiese     | Güsen                       | 52°19′37″N 11°58′20″Ö / 52.32694°N 11.97222°Ö | Bomullskrut, röksvagt krut, trotyl | 141374            | 2905                                |
| Hessisch Lichtenau   | Friedland | Hirschhagen                 | 51°13′29″N 9°41′59″Ö / 51.22472°N 9.69972°Ö   | Trotyl, pikrinsyra                 | 124299            | 4472                                |
| Hohensaaten          |           | Hohensaaten                 | 52°25′46″N 14°6′31″Ö / 52.42944°N 14.10861°Ö  | Bomullskrut                        | 61085             | 1342                                |
| Kaufbeuren           |           | Neugablonz                  | 47°54′45″N 10°38′6″Ö / 47.91250°N 10.63500°Ö  | Bomullskrut                        | 2947              | 1369                                |
| Malchow              |           | Malchow                     | 53°28′23″N 12°22′40″Ö / 53.47306°N 12.37778°Ö | Pentyl                             | 10831             | 5299                                |
| Ueckermünde          | See I     | Ueckermünde                 | 53°42′34″N 14°5′24″Ö / 53.70944°N 14.09000°Ö  | Hexogen, bomullskrut               | 68740             | 1201                                |
| Wolfratshausen       | Tal I     | Gartenberg                  | 47°52′33″N 11°28′18″Ö / 47.87583°N 11.47167°Ö | Pentyl, hexogen                    | 12653             | 2648                                |